# Couvent du Carmel d'Angers
Pour les articles homonymes, voir Carmel.
Le couvent du Carmel d'Angers est un ancien couvent situé à Angers, dans le département de Maine-et-Loire, France.

## Localisation
Le couvent du Carmel se trouve au 39 rue Lionnaise à Angers, dans le quartier de la Doutre.

## Description

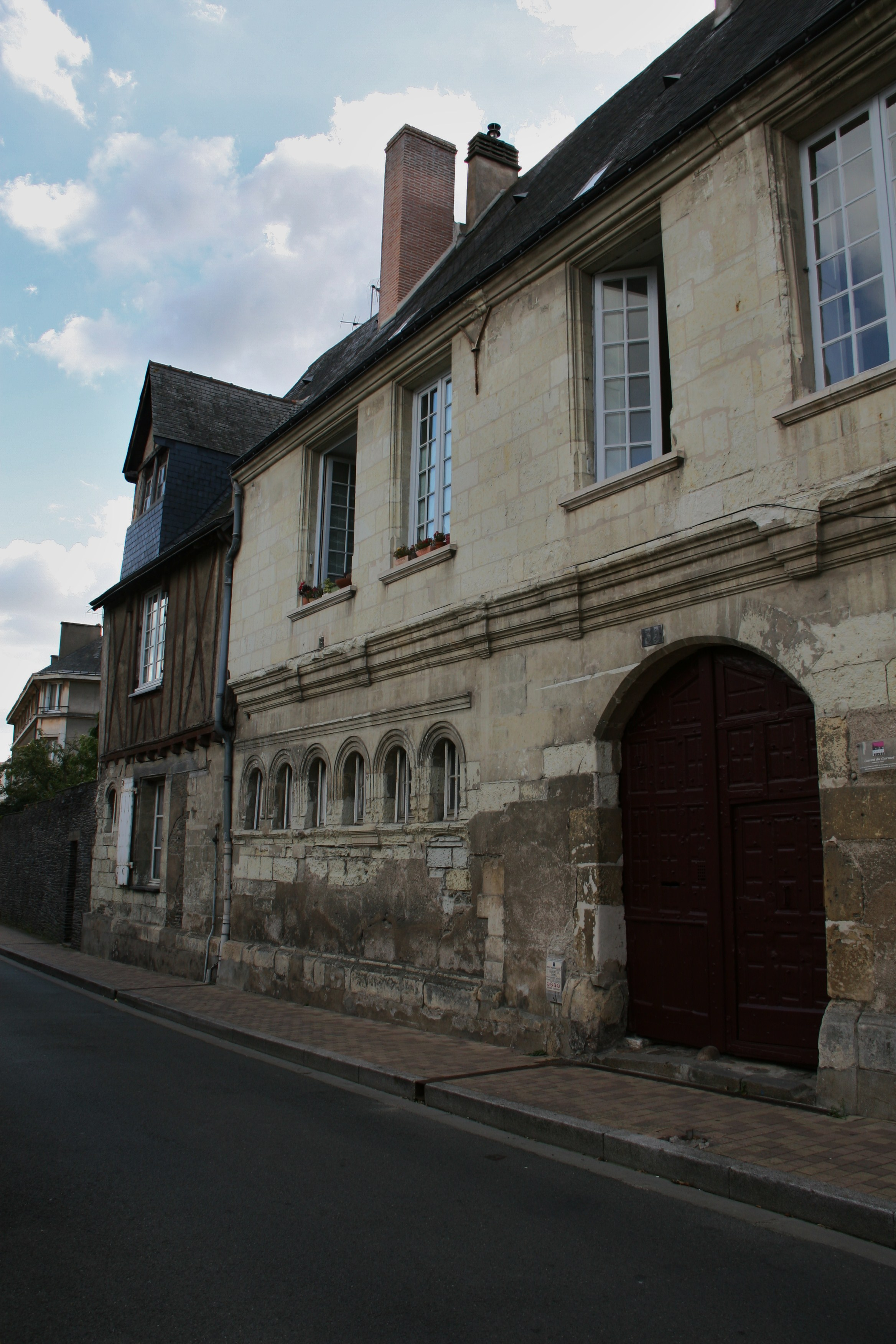
Entrée du Carmel.
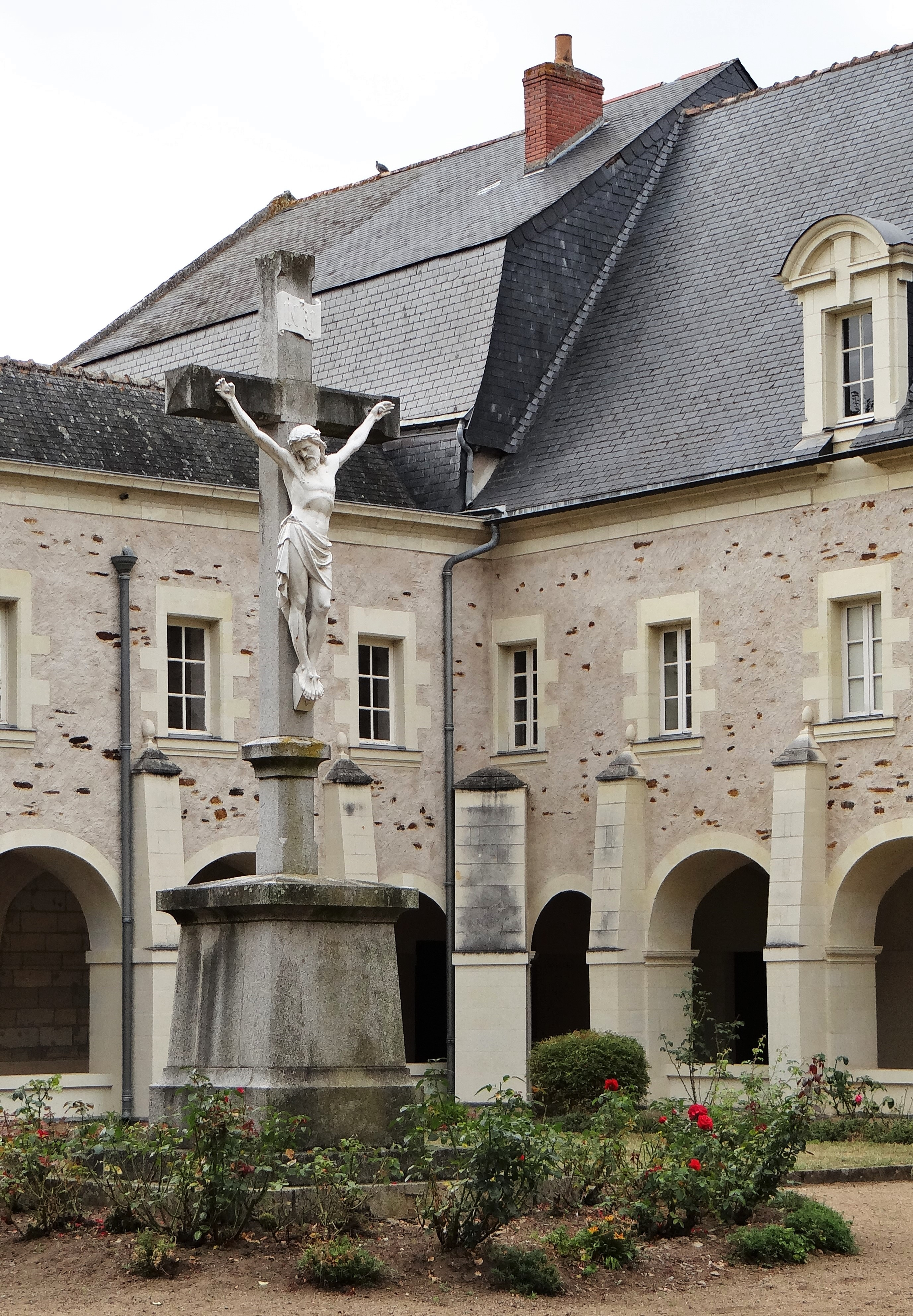
Croix du cloître.
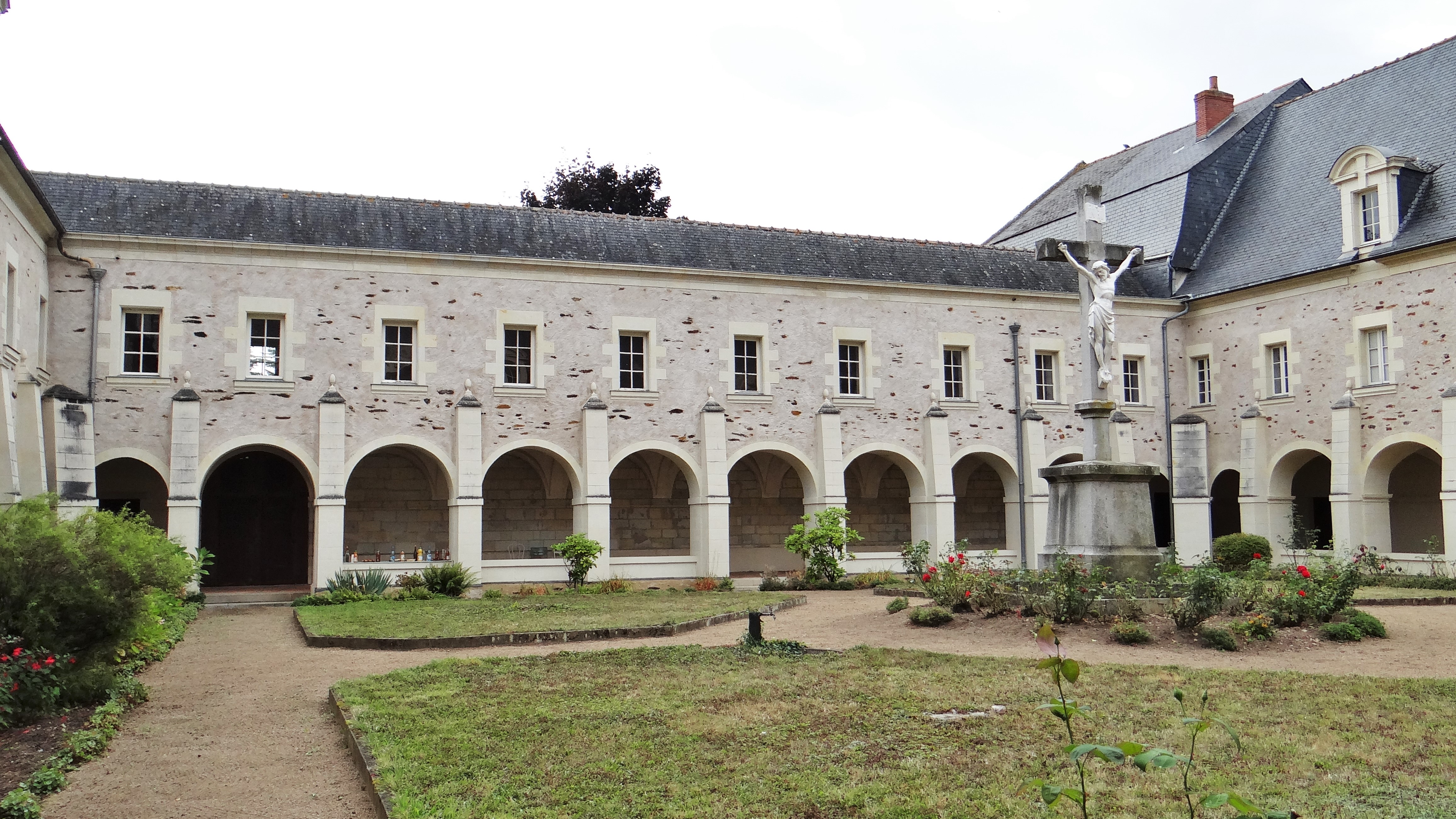
Cloître.

## Historique
Il est classé au titre des monuments historiques en 1963.

## Pour approfondir